# پلاک منطقه آزاد اروند

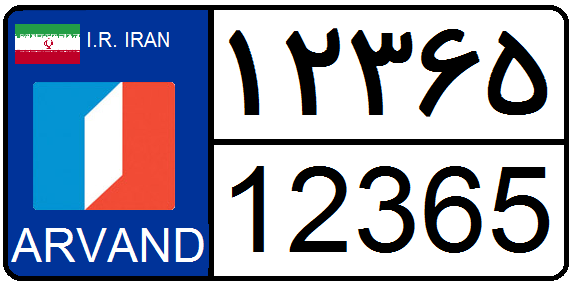
پلاک منطقه آزاد اروند

پلاک اروند به خودروهای منطقه آزاد اروند تعلق می‌گیرد. چون اروند منطقه آزاد محسوب می‌شود، و خودرو‌های وارداتی از برندهای مختلف در منطقه آزاد اروند شامل قوانین گمرک نمی‌شوند به آن‌‌ها پلاک اروند تعلق می‌گیرد. و این پلاک نوعی پلاک گذر موقت محسوب میشود.
قیمت این خودروها به دلیل اینکه شامل قوانین گمرک نمی‌شوند. ارزان تر از خودرهای پلاک شده در مناطق غیر آزاد ایران می‌باشد.
خودروهای دارای پلاک اروندی برای تردد در مناطق غیر آزاد باید از پلاک گذر موقت استفاده کنند. و دارای محدودیت و قوانین خاصی هستند.

## پلاک جدید
در تاریخ ۱۰ مرداد ۱۳۹۶ در مراسم رونمایی از پلاک‌های ملی منطقه آزاد کشور از پلاک مناطق آزاد رونمایی شد.
۱۷ اردیبهشت ماه ۱۴۰۴ از پلاک خودروهای ورود موقت با امتیاز تردد در استان خوزستان رونمایی و اولین خودرو پلاک گذاری شد.